# Foxit Reader
Foxit Reader (іноді Foxit PDF Reader) — умовно-безкоштовна програма для перегляду електронних документів в стандарті PDF. Існують версії для ОС Windows, Windows Mobile, GNU/Linux та Symbian. Програма створена як альтернатива пакета Adobe Reader, порівняно з яким має менший розмір (приблизно 14 Мб), менші вимоги до ресурсів, більшу швидкодію та має версію, що не потребує інсталяції.

## Альтернативи
- Для GNU/Linux існують різні вільні переглядачі PDF: KPDF, GPDF, XPDF, Evince, Okular;
- Для Microsoft Windows є, наприклад, Brava! Reader, Sumatra PDF, STDU Viewer.